# 戸田順子のモーニングステーション
『戸田順子のモーニングステーション』とは、KBS京都ラジオで、2004年4月から2006年3月まで毎週金曜日の6:30 - 7:30に放送されていたラジオ番組である。

## 番組内容
「忙しい時間を過ごす主婦にはビューティー＆ヘルシーな情報を、通勤途中のドライバーにはローカルニュースからワールドニュースまで。旬の情報と心地よい音楽を満載してオンエアします(KBS京都発行資料)」をコンセプトに造られ、生放送中(午前7時前)にFAXメールを送ってくれた人の名前をパーソナリティを務める戸田順子さんが『出席を取ります』と名前を読み上げるので、毎週「聞いています」だけのFAXメールが多数投稿されていた。またリスナーから情報メールも読み上げられる速報性の有る番組でしたよ。
パーソナリティを務める戸田順子は、「YAMAMORIラジオ!!」でおなじみの山崎弘士（KBS京都アナウンサー）と一緒に、「YAMAMORIラジオ!!」の前身番組である「山崎弘士の満員御礼!」のアシスタントを15年に渡り務めていた。